# Marieluise Fleißer
Marieluise Fleißer (Ingolstadt, 23 novembre 1901 – Ingolstadt, 2 febbraio 1974) è stata una commediografa tedesca.

## Biografia
Le sue opere più note sono Purgatorio a Ingolstadt (1924) e Pionieri a Ingolstadt (1926). I drammi, che descrivono personaggi delle classi inferiori di una piccola città della Baviera, si occupano di abusi e di rapporti, a volte violenti, tra uomini e donne. Tra gli storici del teatro queste opere sono classificate come "critical Volksstücke", un genere che descrive e si impegna, in modo critico, contro le convenzioni del popolare "Volksstück" (letteralmente commedia della gente, o "commedia dell'ambiente"). Come l'originale "Volksstück," i drammi della Fleißer sono scritti nel dialetto regionale della Baviera, descrivono personaggi delle classi inferiori, e trattano temi e relazioni di tutti i giorni, ma a differenza degli originali, la Fleißer espone le relazioni di potere diseguali tra uomini e donne.
Bertolt Brecht persuase il direttore Moriz Seeler a mettere in scena il primo dramma, che Seeler reintitolò; il titolo originario dato dalla Fleißer era La lavanda dei piedi. Brecht successivamente incoraggiò l'autrice a scrivere  Pioneers. La prima avvenne a Berlino ma causò uno scandalo, specialmente nella sua città natale, e venne attaccata dai nazisti che non erano ancora giunti al potere.
La Fleißer venne riscoperta, negli anni 1970, dalla generazione successiva, e tra questi dal regista teatrale Peter Stein e dal drammaturgo Franz Xaver Kroetz. Pioneers in Ingolstadt venne adattato a film per la TV da Rainer Werner Fassbinder nel 1971.
Il dramma ebbe poi una prima a Londra, Gate Theatre, nel 1990, diretta da Annie Castledine e Stephen Daldry.